# Distretto di Papayal
Il distretto di Papayal è un distretto del Perù, facente parte della provincia di Zarumilla, nella regione di Tumbes.